# Мустахабб
Мустахаб, мустахабб (араб. مُسْتَحَبّ‎ —  рекомендуемое‎, желательное), синоним слов мандуб (араб. مندوب‎ —  рекомендуемое‎), суннат, нафиль и гайр-муаккада — в шариате, необязательные действия за которые исполняющий их получает вознаграждение (саваб), часть разрешённых (халяльных) предписаний.
Чаще всего мустахабб совершается по примеру пророка Мухаммада и его сподвижников (асхабов). Несовершение мустахабба не считается грехом. К мустахаббу относятся, например, добровольные молитвы и посты.